# Назаренко Євген Федорович
Назаренко Євген Федорович — радянський і український кінодраматург, сценарист, редактор сценарного відділу кіностудії «Київнаукфільм».

## Біографічні відомості
Народився 19 квітня 1955 р. Закінчив Київський державний університет ім. Т. Г. Шевченка (1977).
Член Національної Спілки кінематографістів України.

## Фільмографія
Автор сценарію та редактор мультфільмів:
- «Чумацький шлях» (1980, у співавт.)
- «Зворотний бік Місяця» (1984, у співавт. з І. Ковальовим)
- «Чудасія»
- «Твір про дідуся»
- «Пісковий годинник»
- «Біла арена» (1987)
- «Король черепах»
- «Смерть урядовця»
- «Що тут коїться іще?!!» (1988)
- «Мозаїка. Інструкція до гри» (1989)
- «Три Паньки» (1989)
- «Повертайся, Капітошко!» (1989, редактор)
- «Три Паньки хазяйнують» (1990)
- «Горщик-сміхотун» (1990)
- «Навколо шахів» (1990, редактор)
- «Три Паньки на ярмарку» (1991)
- «Заєць в людях» (1991)
- «Знайда» (1992)
- «Ласкаво просимо» (1993)
- «Муві — няня» (1994. 2. «Раллі», у співавт.)
- «Цап та Баран» (1994, у співавт.)
- «Команда DIG. Викрадення століття» (1995, у співавт.)
- «Бридке каченя» (1996) та ін.